# Ruth Müller (Gewerkschafterin)
Ruth Müller (* 1922 in Wansen/Jelenia Góra (Polen); † 2008 in Delmenhorst) war eine deutsche Fabrikarbeiterin, Gewerkschafterin und Betriebsrätin. Seit dem 21. September 2018 erinnert der Frauenort Delmenhorst an ihr Wirken. Mit Ruth Müller steht erstmals eine Arbeiterin im Zentrum des Gedenkens.

## Leben
Ruth Müller wurde 1922 in Schlesien geboren und wuchs dort auch auf. Ihre Eltern betrieben ein Hotel. 1941 kam sie erstmals nach Delmenhorst, wo sie für die Weser-Flugzeugbau in Nordenham arbeitete. Dort schweißte und nietete sie Metallteile zusammen. Danach kehrte sie in ihre Heimat zurück.
Nach dem Zweiten Weltkrieg kam sie mit ihrer Familie als Flüchtling nach Delmenhorst. Dort war sie von Januar 1947 bis 1981 mit einer kurzen Unterbrechung auf der Nordwolle tätig und Mitglied der Gewerkschaft Textil-Bekleidung. Ab 1963 war Ruth Müller als erste Frau Mitglied des Betriebsrates. Seit der Werksgründung 1884 lag der Anteil der Frauen an der Gesamtbelegschaft immer bei rund 50 Prozent. Die Arbeiterinnen verrichteten in der Textilindustrie in der Regel die schlechter bezahlten und weniger angenehmen Tätigkeiten. Die Stellen der Vorarbeiter, Meister, Obermeister waren bis auf einzelne Ausnahmen mit Männern besetzt. Als alleinerziehende Mutter kämpfte Ruth Müller vor allem für die Verbesserung der Arbeitsbedingungen von Frauen, ihrer Rechte am Arbeitsplatz und in der Gesellschaft.
Nach dem Konkurs der Nordwolle und der damit einhergehenden Produktionseinstellung 1981 bildete das Unternehmen Rehers (Nordhorn) aus der Konkursmasse einen kleinen Betrieb, in dem auch Ruth Müller tätig war. 1982 schloss auch dieser Betrieb. Ruth Müller ging danach in Rente.
Nach dem Produktionsende setzte sie sich als Mitglied des Förderkreises Industriemuseum Delmenhorst  für die Einrichtung eines Museums auf dem ehemaligen Fabrikgelände ein, wo sie bereits vor der Museumseröffnung Führungen anbot. Von 1996 bis 2004 war sie als Zeitzeugin im Museum tätig. Heute erinnert ein eigener Ausstellungsteil an ihr Wirken auf der Nordwolle. Ruth Müller hat eine Tochter, die in Delmenhorst lebt.